# Бубенхаузен (Бад-Берлебург)
Бубенхаузен (нем. Bubenhausen) — исчезнувшая деревня на территории современного города Бад-Берлебург в районе Зиген-Витгенштейн в земле Северный Рейн-Вестфалия (Германия). Бубенхаузен относился к церковному приходу Эльзофф.

## Географическое положение
Населённый пункт находился в четырёх километрах к западу от Алертсхаузена в непосредственной близости от Кристиансека на горе Большой Бубенбрахт (640 м).

## История
В 1395 году Герлах фон Диденсхаузен продал всю свою долю в деревне дворянину Броскену фон Фирмюндену. Географические названия связаны с благородным землевладельцем Буобо фон Эльзоффом. Имя Буобо отражено в топонимах Бубенберг, Бубенкирхенбах или Бибигхаузеном. В 1591 году Бубенхаузен ещё упоминается в пределах определения границ Гессена и Виттгенштайна, а также в описании границы у феода Эльзофф от 1610 года.

## Варианты названия
- 1395: Бубенхайссен (Bubenhuißen)
- 1610: Бобенхауссен (Bobenhaußen)